# Miriam Benoit
Miriam Benoit (Madrid, Comunidad de Madrid, España, 22 de marzo de 1983) es una actriz española de televisión.

## Biografía
Tras debutar en la serie Canguros, en 2005 es fichada por Telecinco para su programa de humor Agitación + IVA. Posteriormente entra a formar parte del reparto de Manolo y Benito Corporeision. Tras su paso por Impares, se incorporó a Maitena: Estados alterados, una serie de La Sexta emitida entre 2008 y 2009, interpretando a la sexy secretaria Sabrina.
En la tercera semana de noviembre del año 2015 fue portada de la revista Interviú.

## Filmografía

### Televisión
- 1996: Canguros
- 2005/2006: Agitación + IVA, Varios personajes, (Telecinco)
- 2006/2007: Manolo y Benito Corporeision Como Cris, (Antena 3)
- 2008: Episodio Piloto de No estamos locos
- 2008/2009: Impares, Como Cristal, (Antena 3)
- 2009: Bicho malo (nunca muere), 1 Episodio, (Neox)
- 2009: Hermanos y detectives, 1 Episodio, (Telecinco)
- 2009: Los exitosos Pells, Como Nina Andrada, (Cuatro)
- 2008/2010: Maitena: Estados alterados, Como Sabrina (La Sexta)
- 2011: La que se avecina (Un capítulo: "Un robo, un bolso")
- 2014: Ciega a citas, como Paola (varios episodios) (Cuatro)

### Cine
- 2010 Clara no es nombre de mujer
- 2011 Vidas tenebrosas
- 2014 Dioses y perros

### Cortometrajes
- Modas de Javier Alonso
- Código de barra de José Martret
- Not Again de David Galán Galindo
- El último miércoles de Javier Alonso
- Ya chi chu de Fernando Ruiz